# Días sin luna
Días sin luna es una telenovela mexicana, original de Eric Vonn, dirigida por Rafael Banquells, producción de Juan Osorio para la cadena Televisa.
Fue protagonizada por Angélica Aragón, Sergio Goyri y Gabriela Roel, junto con Ofelia Guilmáin y Sylvia Pasquel en los roles antagónicos. Acompañados por Jorge Russek, Gastón Tuset, Daniela Castro, Zaide Silvia Gutiérrez, Hugo Acosta, Maty Huitrón y Jair de Rubín en roles de soporte. 

## Sinopsis
Lucía Álvarez es una mujer enferma de un caso de lupus incurable que vive con su tío, Rogelio, y la esposa de éste, Laura, quien odia a Lucía y esconde un pasado humilde que no está dispuesta a revelar. Lucía toca el piano y canta muy bien, pero se muestra apática, triste y tímida debido a su enfermedad y a un suceso traumático de su niñez que no consigue recordar.
Andrés Monasterio es un joven profesor que entra a trabajar en la escuela perteneciente a Rogelio. Gracias a esto, conoce a Lucía, que se enamora de él, pero Andrés ya ama a otra mujer: Silvia una joven infelizmente casada con Alfonso. Este hombre vive totalmente dominado por su posesiva madre, Carlota Parlange, una mujer amargada y cruel quien odia a su nuera y le hace la vida imposible. Por ello, Silvia busca consuelo en Andrés.
Además de Alfonso, Carlota tiene una hija adoptiva, Lorena, completamente opuesta a su madre; detrás de sus anteojos, Lorena esconde una personalidad retraída y tímida. La joven se opone a todas las maldades que planea su madre, pero no tiene el valor para enfrentarse a ella.
Además Carlota también provoca la muerte de su propio nieto, Rodrigo al enseñarle una foto de Silvia con Andrés (que es un fotomontaje) haciendo que Rodrigo corra a la calle, lo atropellan y muere.
Hacia el final, la condición de Lucía empeora, por lo que Silvia se aparta de Andrés para que Lucía pueda amarlo libremente. Los dos se casan y tienen un hijo, pero poco después ella recuerda el suceso traumático: su tío Rogelio había intentado abusar de ella de niña. 
Avergonzado de lo sucedido, Rogelio le pide perdón a su sobrina; además, cansado de la maldad de su esposa, la repudia y la echa de la casa. Laura termina viviendo en la pobreza de la vecindad que siempre odió.
Sin embargo, la historia también termina mal para Lucía, que pierde la batalla contra el lupus y muere.
También muere Alfonso, y Carlota se entera Silvia que está embarazada de Andrés y la tira por las escaleras haciendo que ella pierda a su hijo. Esto enfurece a Silvia que es operada quedando estéril, va a la casa Parlange dispuesta a matar a Carlota con una pistola, al estar hablando con ella Carlota es apuñalada por la espalda por Amalia mujer  que Carlota contrató para hacerse pasar por la madre biológica de Lorena, ya que Carlota la manda matar con su abogado de confianza fallidamente, pero Carlota alega que fue Silvia quien la apuñaló, Silvia es arrestada, pero se declara inocente del ataque, Carlota fallece en el hospital no sin antes maldecir a Silvia diciéndole "Estaré en el infierno esperándote"
Andrés y Silvia, que ha enviudado de Alfonso, terminan juntos y cuidando del bebé de Lucía. Por otro lado, después de la muerte de Carlota, se da a entender que su hija Lorena adopta su personalidad, convirtiéndose en una nueva Carlota Parlange.

## Elenco
- Angélica Aragón como Lucía Álvarez Santamaría
- Sergio Goyri como Andrés Monasterios Rivera
- Gabriela Roel como Silvia Camacho de Parlange
- Ofelia Guilmáin como Doña Carlota Montesinos Vda de Parlange
- Daniela Castro como Lorena Parlange Montesinos
- Gastón Tuset como Alfonso Parlange Montesinos
- Sylvia Pasquel como Laura Monreal de Santamaría
- Jorge Russek como Rogelio Santamaría
- Lupita Sandoval como Rosario «Chayito»
- Lucía Guilmáin como Lourdes
- Juan Carlos Casasola como Gastón Solís
- Mercedes Olea como Sonia
- Maty Huitrón como Magdalena
- Zaide Silvia Gutiérrez como Irene
- Mario Iván Martínez como Jaime
- Beatriz Cecilia como Olga
- Gloria Izaguirre
- Leonor Llausás como Clementina
- Perla de la Rosa
- Gerardo Moscoso como el licenciado Vela
- Yanni Contreras como Estíbaliz
- Hugo Acosta como Santiago
- Polo Salazar como el padre Enrique
- Héctor Parra
- Rosita Pelayo como Clara
- Jair de Rubín como Rodrigo Parlange
- Alejandro Gaytán como Julio Monasterio
- Alejandro Moreno como Luis
- Magda Giner como Teresa «Tere»
- Patricia Bolaños como Marcela
- Miriam Calderón como Cirila
- John Pike como Marcial
- Jorge Cáceres como Rodolfo
- Alicia Brug Alcocer como Graciela «Chelita»
- David Rencoret
- Tere Mondragón como Violeta
- Tere Pave como «Toña»
- Yadira Santana como Leslie
- Paty Larrañaga como Josefina
- Magda Rodríguez como Coral
- Rosina Navarro como Margarita
- Antonio Escobar como Víctor
- Baltazar Oviedo como Joaquín
- Phillipe Amand como Marco Antonio
- Jalil Succar como Pedro
- Lucero Campos como Cristina
- Jorge Gallardo como el doctor Beltrán
- Gabriela Michel como Gloria
- Miguel Ángel Heredia como Pascual
- Carlos Espinosa como el doctor Lazo
- Lilian Davis como Tina

## Equipo de producción
- Historia original y libreto de: Eric Vonn
- Edición literaria: Mary Aragón
- Canción original: Días sin luna
- Autora: Amparo Rubín
- Música original: Amparo Rubín
- Escenografía: Raúl Leal Cornejo
- Ambientación: Pilar Campos
- Diseño de vestuario: Ninozhka González, Iliana Pensado
- Edición: Fulgencio Sánchez, Luis Martínez Muciño
- Realización de locaciones: Roberto Nino
- Coordinación de producción: Maricarmen Alpuche
- Coordinadora de locaciones: Bárbara Lora
- Jefe de producción: Tatiana Fons Morales
- Director de escena en locación: Philippe Amand
- Director de cámaras: Carlos Guerra Villarreal
- Director de escena: Rafael Banquells
- Productor: Juan Osorio

## Premios y nominaciones

### Premios TVyNovelas 1991
| Categoría                | Nominado(a)      | Resultado |
| ------------------------ | ---------------- | --------- |
| Mejor telenovela         | Juan Osorio      | Nominado  |
| Mejor actriz protagónica | Angélica Aragón  | Nominada  |
| Mejor actor protagónico  | Sergio Goyri     | Nominado  |
| Mejor primera actriz     | Ofelia Guilmáin  | Ganadora  |
| Mejor primer actor       | Jorge Russek     | Ganador   |
| Mejor actriz joven       | Daniela Castro   | Nominada  |
| Mejor actuación infantil | Jair de Rubín    | Ganador   |
| Mejor actuación infantil | Alejandro Gaytán | Nominado  |

## En la cultura popular
Aunque desde su trasmisión en 1990 no se ha vuelto a repetir en el colectivo popular se encuentra catalogada como una de las mejores producciones de Juan Osorio y su villana estrella Carlota Parlange como una de las mejores villanas de la telenovela Mexicana.